# Tổng giám đốc điều hành
Tổng giám đốc điều hành (tiếng Anh: chief executive officer - CEO hay tổng giám đốc) là chức vụ điều hành cao nhất của một tổ chức, phụ trách tổng điều hành một tập đoàn, công ty, tổ chức hay một cơ quan. CEO phải báo cáo trước hội đồng quản trị của tổ chức đó. Thuật ngữ tương đương của CEO có thể là giám đốc quản lý (MD) và giám đốc điều hành (CE).

## Thuật ngữ tên gọi

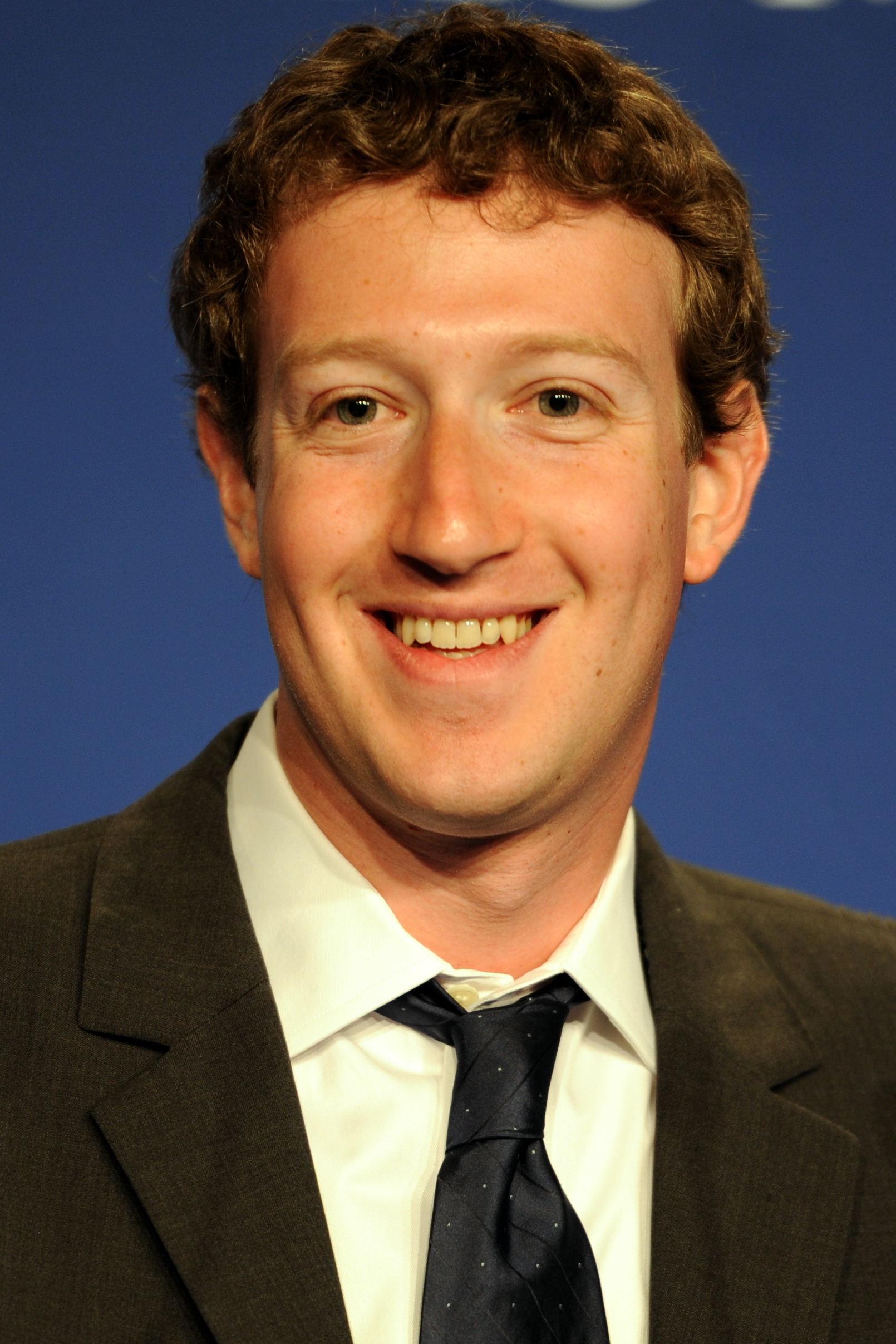
Mark Zuckerberg đảm đương 2 chức vụ là chủ tịch và giám đốc điều hành của Facebook. Nhiều trường hợp khác, CEO có thể đảm đương thêm chức vụ khác.

CEO là một từ tiếng Anh viết tắt (của chief executive officer) bắt nguồn từ Hoa Kỳ, dần dần phổ biến tại các nước khác, tương đương với từ tiếng Anh Managing Director tại Anh , tiếng Đức gọi là Geschäftsführer (hãng nhỏ, trung) hay Vorstandsvorsitzender hoặc Generaldirektor (hãng lớn). Ở Pháp, CEO được gọi là "PDG" (Président-Directeur Général).
Trong văn hóa kinh doanh, ở một số công ty thì tổng giám đốc điều hành (CEO) cũng thường là chủ tịch hội đồng quản trị. Cá biệt, một người thường đảm nhiệm chức chủ tịch hoặc tổng giám đốc khi một người khác nắm quyền chủ tịch hoặc có thể trở thành giám đốc điều hành (chief operations officer - COO). Vị trí chủ tịch và tổng giám đốc có thể được tách biệt nhưng vẫn có những sự dính líu đến nhau trong sự quản lý công ty.
Ở một số nước trong Liên minh châu Âu, có hai ban lãnh đạo riêng biệt, một ban lãnh đạo phụ trách công việc kinh doanh hằng ngày và một ban giám sát phụ trách việc định hướng cho công ty (được bầu ra từ các cổ đông). Trong trường hợp này, tổng giám đốc chủ trì ban lãnh đạo còn chủ tịch hội đồng quản trị chủ trì ban giám sát và hai lực lượng này sẽ được tổ chức bởi những con người khác nhau. Điều này đảm bảo sự độc lập giữa việc điều hành của ban lãnh đạo với sự cai quản của ban giám sát và phân ra một ranh giới rõ ràng về quyền lực. Mục đích là để ngăn ngừa xung đột về lợi ích và tránh việc tập trung quá nhiều quyền lực vào một cá nhân. Luôn có một sự song hành về quyền lực trong cấu trúc cai trị của công ty, điều mà hướng tới một sự biệt lập giữa khối định ra chính sách và khối điều hành công ty.
Một số trường hợp hiếm thấy, tổng giám đốc được chủ tịch hội đồng quản trị chỉ định nhưng điều này là không phù hợp về mặt pháp lý.
Tại Vương quốc Liên hiệp Anh và Bắc Ireland, nhiều tổ chức từ thiện và tổ chức chính phủ do các CEO đứng đầu. Tại đây, chủ tịch hội đồng quản trị của các công ty cổ phần thường lớn tuổi hơn tổng giám đốc. Đa số các công ty cổ phần hiện nay đều chia ra thành chủ tịch hội đồng quản trị và tổng giám đốc.
Phụ thuộc vào ngành mà công ty tham gia, cơ cấu tổ chức của công ty, những chức vụ chuyên môn khác nhau có thể được đặt ra dưới sự chỉ đạo của tổng giám đốc như: giám đốc điều hành (COO), giám đốc kinh doanh (chief business development officer), giám đốc công nghệ thông tin (chief information officer), giám đốc marketing (chief marketing officer), giám đốc tài chính (chief financial officer)...
Nhìn chung, tổng giám đốc được dùng để chỉ người điều hành cao nhất trong một doanh nghiệp. Cho đến giờ, người ta chưa có bất kỳ một thước đo nào dành cho CEO. Nói chung là CEO không phải như "Cử nhân". CEO có thể là một người có học vấn thấp hoặc cao. Tuy nhiên đã là một CEO thì phải am hiểu nhiều vấn đề vì CEO hàng ngày đều phải "va vấp" và giải quyết nhiều thứ chứ không chỉ có kinh doanh.

## Trách nhiệm, kỹ năng
Theo Viện Kế toán - Quản trị Doanh nghiệp, CEO phải có kiến thức đa lĩnh vực. Ngoài kỹ năng kinh doanh, CEO còn am hiểu các vấn đề liên quan đến Luật, Nhân sự, Thuế, Hành vi tổ chức, Phong cách, Tài chính, Kế toán,... Viện này đưa ra những môn học được đánh giá "sát sườn" (theo kết luận của Viện Kế toán - Quản trị Doanh nghiệp) gồm: Chiến lược kinh doanh, Hành vi Tổ chức, Phong cách lãnh đạo, Luật Kinh tế và định chế quốc tế, Tài chính dành cho CEO, Kế toán dành cho CEO, Quản trị Marketing và Xây dựng thương hiệu, Thuế dành cho CEO, Kinh doanh trong môi trường quốc tế, Hệ thống quản lý ISO, Kinh tế học dành cho CEO.
Còn theo trường đào tạo những người dẫn đầu B.S.L, CEO phải có thêm kiến thức và kỹ năng về thị trường, về khách hàng, biết cách đánh giá và nhạy cảm về mức độ cạnh tranh để xác định đúng đắn tư tưởng và nội dung cho chiến lược. Triển khai các tư tưởng nội dung chiến lược thành các chương trình hành động và chính sách cho tổ chức. Bên cạnh đó các kiến thức về quản trị sự thay đổi và đổi mới là không thể thiếu trong giai đoạn hậu WTO của thị trường Việt Nam.
Theo sơ đồ kiểm soát hệ thống quản lý 3 lớp, đối với tổ chức nhỏ, công ty thường được tổ chức thành những phòng ban thực hiện công việc cốt lõi theo lớp thứ nhất của tổ chức như: bán hàng, marketing, sản xuất, dịch vụ. Khi công ty có quy mô lớn hơn, nhiều vấn đề phát sinh, đòi hỏi yêu cầu quản lý chuyên nghiệp hơn, các lãnh đạo cần phát triển thêm lớp thứ 2 bao gồm các phòng ban hỗ trợ như: tài chính, chất lượng, an ninh, tuân thủ, dự án,..nhằm tăng cường khả năng và năng lực cạnh tranh của tổ chức, đảm bảo đầy đủ các mục tiêu về tài chính, chất lượng, an toàn,.. của tổ chức. Những tập đoàn hoặc các công ty đại chúng được xây dựng thêm lớp thứ 3 thể hiện vai trò của kiểm toán nội bộ trong việc đánh giá độc lập khách quan, đề xuất cải tiến và đảm bảo tính tuân thủ của hệ thống quản lý.

## Một số nhiệm vụ
1. Định hướng phát triển
2. Hoạch định tài nguyên doanh nghiệp
3. Phát triển nhân lực
4. Quản lý bán hàng
5. Quản lý chất lượng
6. Quản lý chi phí (Quản lý chi tiêu)
7. Quản lý chuỗi cung cấp
8. Quản lý công nghệ
9. Quản lý dịch vụ
10. Quản lý dự án
11. Quản lý giá trị thu được
12. Quản lý hồ sơ
13. Quản lý mâu thuẫn
14. Quản lý môi trường
15. Quản lý mua sắm
16. Quản lý năng lực
17. Quản lý nhân sự
18. Quản lý phân phối
19. Quản lý quan hệ khách hàng
20. Quản lý rủi ro (Quản lý khủng hoảng)
21. Quản lý sản phẩm
22. Quản lý sản xuất
23. Quản lý tài năng (Quản lý nhân tài)
24. Quản lý tài nguyên
25. Quản lý thay đổi
26. Quản lý thương hiệu
27. Quản lý thương mại (Quản lý tiếp thị)
28. Quản lý tri thức
29. Quản lý truyền thông
30. Quản lý tuân thủ
31. Quản lý vấn đề
32. Quản lý văn phòng
33. Quản lý vận hành (Quản lý hoạt động)
34. Quản lý vòng đời sản phẩm
35. Tổ chức công việc
36. Tổ chức hỗ trợ
37. Thiết kế giải pháp
38. Thiết kế quy trình (Quản lý quy trình)
39. Xây dựng chiến lược
40. Xây dựng chính sách